# Bajkonur (grad)
Bajkonur, prvotno zvan Lenjinsk je grad u Kazahstanu, koji je iznajmljen i pod upravom Rusije. Naselje je izgrađeno nakon izgradnje Kozmodroma Bajkonur, kako bi zadovoljio potrebe ljudi zaposlenih u kozmodromu, postupno je raslo, da bi 1966.g. dobilo status grada.
Područje grada iznajmljeno je Rusiji na upravljanje do 2050.g., a samo područje je oblika elipse, prostire se 90 kilometara u smjeru istok-zapad i 85 km u smjeru sjever-jug, a kozmodrom se nalazi u središtu ovala.
Prije izgradnje vojne baze, na području grada nalazila se je željeznička postaja Tjuratam.
Prvotni naziv grada je bio Lenjinsk sve do preimenovanja u Bajkonur odlukom Borisa Jeljcina 20. prosinca 1995.g. 